# Біргітта Шведська (принцеса)
Принцеса Біргітта Інгеборга Аліса Шведська (швед. Hennes Kungliga Höghet Birgitta Ingeborg Alice, Prinsessa av Sverige och Hohenzollern; 19 січня 1937, Стокгольм — 4 грудня 2024, Майорка) — шведська принцеса, в шлюбі принцеса Гогенцоллерн, сестра короля Карла XVI Густава.

## Біографія
Принцеса стала другою дитиною і дочкою принца Густава Адольфа герцога Вестерботтенского і його дружини принцеси Сибілли Саксен-Кобург-Готської. Її батько належав до шведської королівської династії Бернадотів і був сином короля Швеції Густава VI Адольфа і його дружини Маргарити Коннаутської, внучки королеви Вікторії. Мати принцеси Сибілла — дочка принца Карла Едуарда герцога Саксен-Кобург-Готського і принцеси Вікторії Аделаїди Шлезвіг-Гольштейнської. У родині після неї народилося ще дві дочки принцеси Дезіре й Христина, а також брат майбутній король Карл XVI Густаф. Під час візиту до своїх родичів у Німеччину в 1959 році принцеса зустріла майбутнього чоловіка німецького принца Йоганна Георга Гогенцоллерна (1932-2016).
15 грудня 1960 року було оголошено про заручини. Весілля відбулася 25 травня 1961 року в Королівському палаці у Стокгольмі, а релігійна церемонія у Зігмарінгенському замку 30 травня. Подружками нареченої на весіллі були її сестра принцеса Крістіна і принцеса Бенедикта Данська. Після вступу в шлюб Брігіта стала іменуватися принцесою Швеції та принцесою Гогенцоллерн. Бригіта стала єдиною дитиною в сім'ї, яка уклала династичний шлюб з представником іншої королівської сім'ї.
У 1990 року подружжя стали жити окремо, але шлюб офіційно розірваний не був.
Її діти носять титул «Їх Світлості».

## Діти
- Карл Крістіан Гогенцоллерн (нар. 5 квітня 1962) одружений з Ніколь Елен Нестіч (нар. 22 січня 1968), один син;
- Дезіре Гогенцоллерн (нар. 27 листопада 1963), у першому шлюбі за Генріхом Георгом Францем графом Ортенбург (троє дітей), у другому за Екбертом Боленом унд Хальбахом;
- Хубертус Гогенцоллерн (нар. 10 червня 1966), одружений з Марією Ута Кеніг.

## Королівські обов'язки
Принцеса була почесним членом королівського товариства гольфу. Цей обов'язок вона взяла на себе після смерті дядька принца Бертіля в 1997 році. Щороку брала участь у Дні Святої Люсії і вважала це свято національним у Швеції.
Принцеса разом з чоловіком та дітьми у 2010 році була запрошена на весілля своєї племінниці кронпринцеси Вікторії і Деніеля Вестлінга.

## Титули
- З 19 січня 1937 р. до 25 травня 1961 р.: «Її Королівська Високість Принцеса Шведська».
- від 25 травня 1961 р.: «Її Королівська Високість Принцеса Шведська, Принцеса Гогенцоллерн».